# Bastogne
Bastogne (tyska: Bastnach eller Bastenach, holländska: Bastenaken, luxemburgiska: Baaschtnech eller Baastnech) är en stad i Vallonien i Belgien och ligger nära gränsen till Luxemburg. Staden har 15 700 invånare (2017).
Staden blev känd under andra världskriget under ardenneroffensiven. Under fältmarskalk von Rundstedt startade tyskarna i norra Luxemburg och i östra Belgien en sista storoffensiv. Den 21 december 1944 omringade den tyska armén Bastogne och ringade därmed in den amerikanska 101:a luftburna divisionen. Men deras försvar av staden bromsade tyskarnas marsch mot Antwerpen och general Pattons 3:e armé kom fram den 26 december. Intensiva strider pågick i flera veckor, men den 14 januari 1945 retirerade tyskarna från Foy, en liten by 5 km utanför Bastogne och lämnade bakom sig en totalförstörd stad.
Bastogne är också känt för att den är vändpunkten i det klassiska endagscykelloppet Liège-Bastogne-Liège. I staden finns det en tidig gotisk kyrka från 1200-talet.
Slaget vid Bastogne blev filmatiserat i den hyllade TV-serien Band of Brothers från 2001.

## Galleri

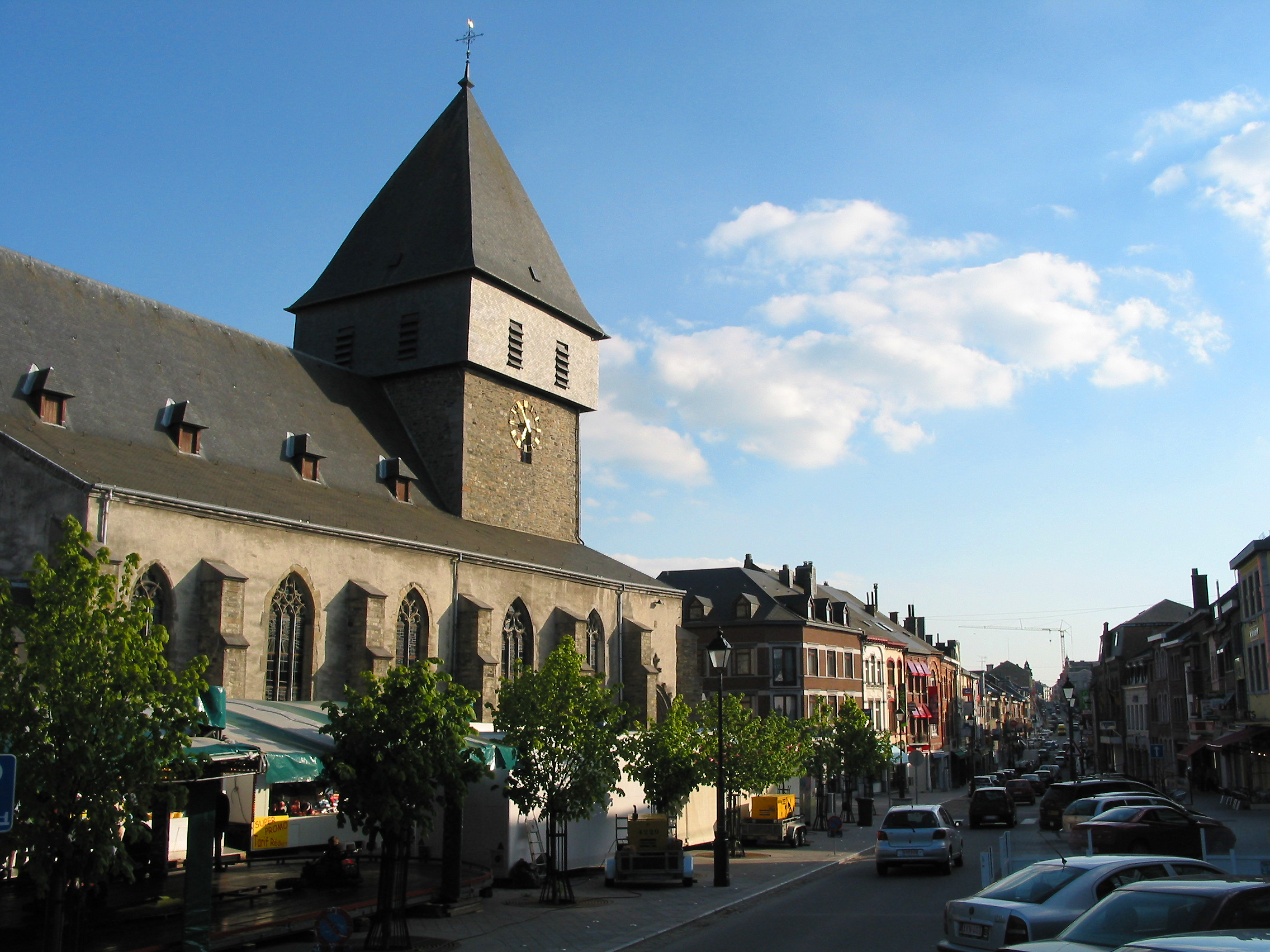
Kyrkan St. Pierre.
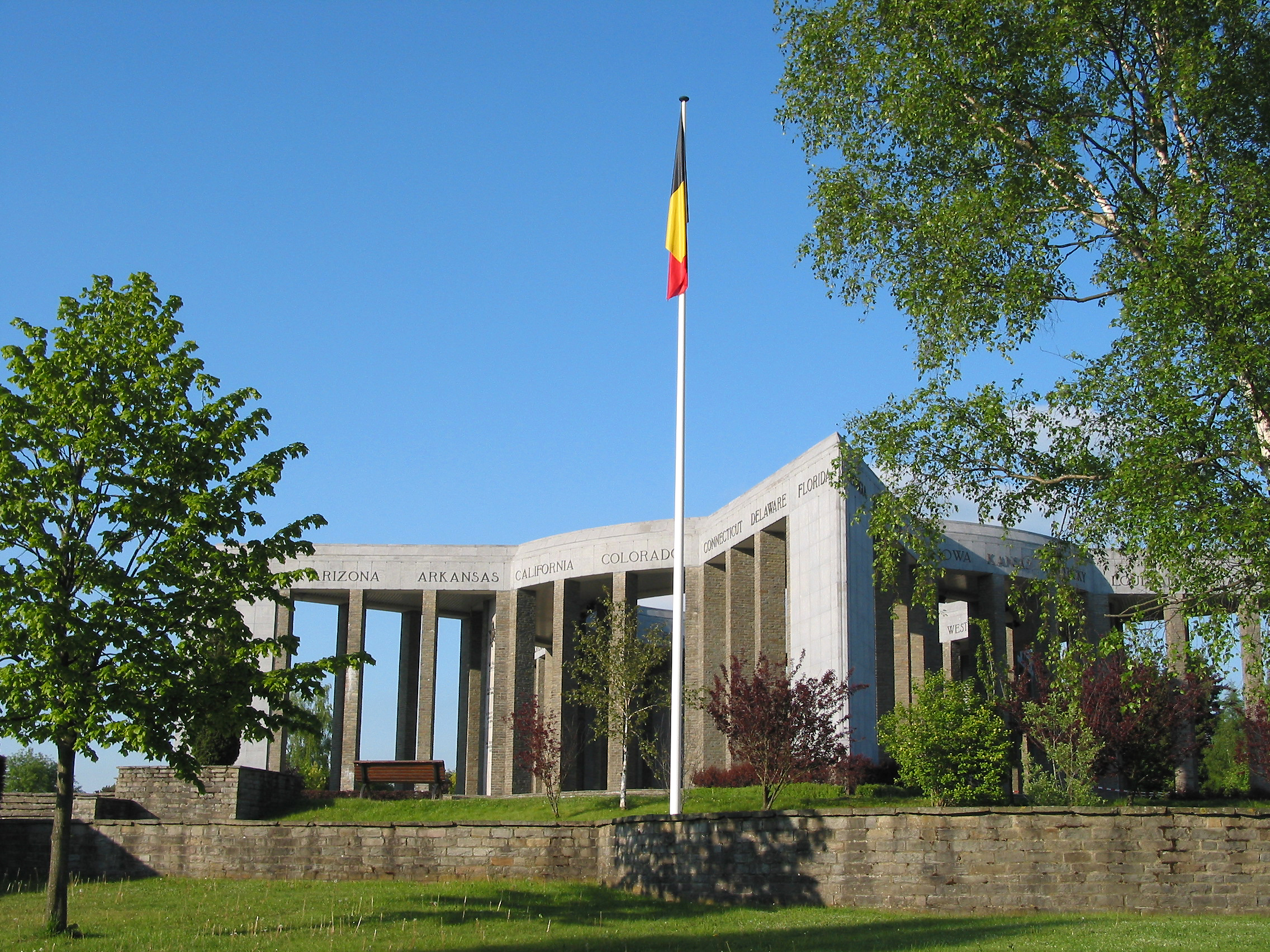
"Mardasson Memorial".
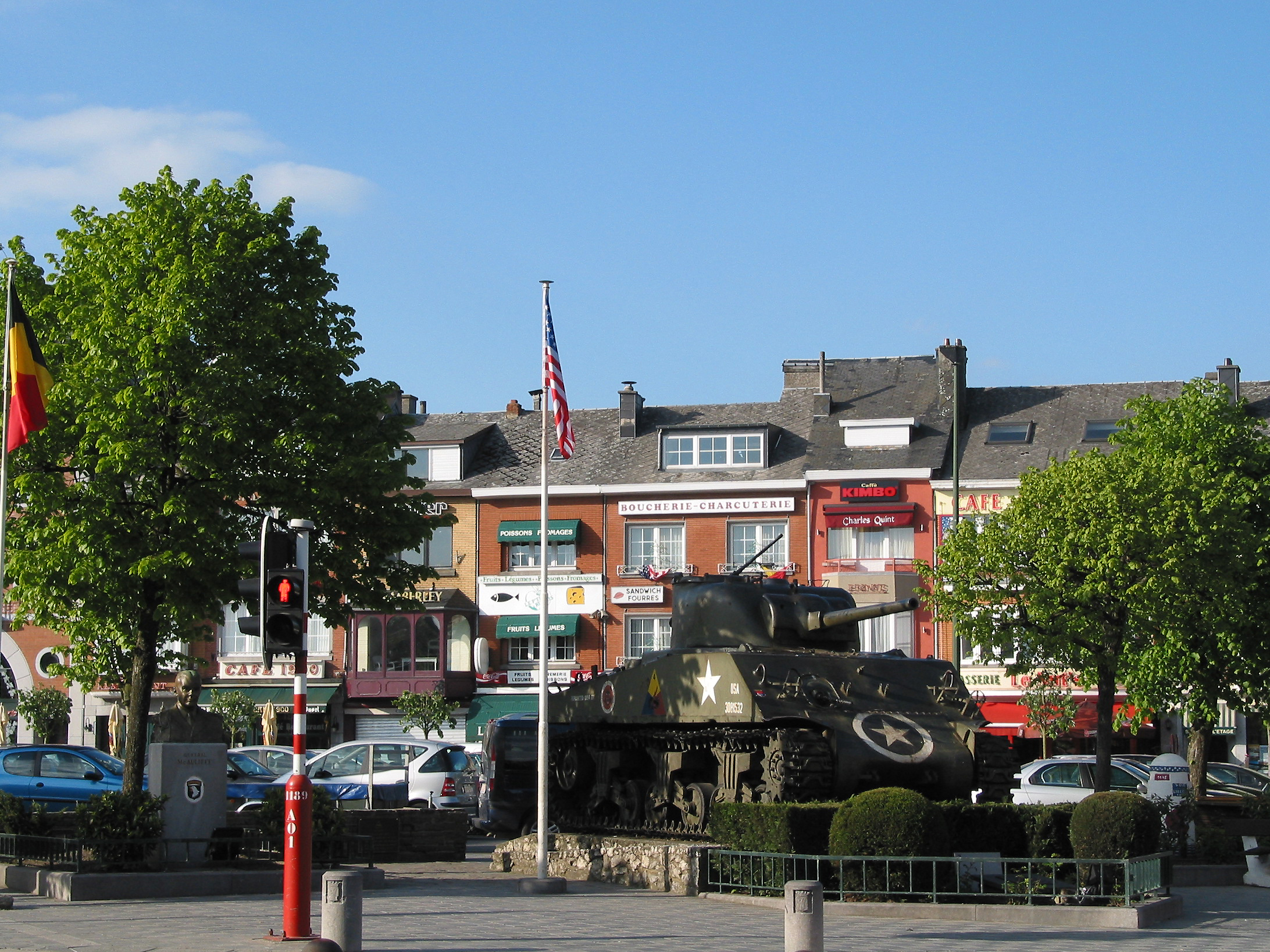
General McAuliffe-platsen.